# إيرنست جاكسون
إيرنست جاكسون (بالإنجليزية: Earnest Jackson)‏ هو لاعب كرة قدم أمريكية أمريكي، ولد في 18 ديسمبر 1959 في نيدفيل في الولايات المتحدة.

## وصلات خارجية
- إيرنست جاكسون على موقع مرجع كرة القدم المحترفة.كوم (الإنجليزية)